# Francis Chouat
Pour les articles homonymes, voir Chouat.
Francis Chouat, né le 20 décembre 1948 à Argenteuil (Seine-et-Oise) et mort le 27 juillet 2024 à Paris, est un homme politique français. Membre du Parti socialiste puis proche de La République en marche, il est maire d’Évry de 2012 à 2018 et député de 2018 à 2022.

## Biographie

### Situation personnelle
Francis Georges Chouat naît le 20 décembre 1948 à Argenteuil. Il est le frère de Didier Chouat qui fut député également.
Il est historien de profession.

### Parcours politique
Issu d’une famille de tendance radical-socialiste, Francis Chouat milite dans sa jeunesse auprès du Parti socialiste unifié. En 1969, il se rapproche du Parti socialiste, auquel il adhère après le congrès d'Épinay, en 1971. Il fait partie des soutiens de Jean Poperen. Méfiant envers François Mitterrand, il quitte le Parti socialiste en 1972 et rejoint ensuite le Parti communiste français, où il est directeur adjoint de la revue pédagogique L'École et la Nation. À cette époque, il est surveillant au lycée Charlemagne et adhérent au Syndicat national des enseignements de second degré,,.
Francis Chouat quitte le Parti communiste français en 1989, le jugeant incapable de se renouveler. De 1989 à 1998, il travaille à la direction générale de la mairie de Gennevilliers auprès du maire communiste Jacques Brunhes. En 1995, il adhère à nouveau au Parti socialiste, dont il est nommé secrétaire national chargé de la coordination en 2012. Il est conseiller de Jean-Paul Huchon au conseil régional d'Île-de-France, chargé du développement économique, de 1999 à 2002.
À la suite des élections municipales de 2001, il devient premier adjoint de Manuel Valls, élu maire d'Évry. Il est également élu conseiller général dans le canton d'Évry-Sud lors d'une élection cantonale partielle en mai 2002, après la mort de Jean-Pierre Vervant,. Réélu conseiller général en 2004 et en 2011, il est premier vice-président du conseil général de l’Essonne, présidé par Jérôme Guedj, de 2011 à 2015,.
Francis Chouat est élu maire d'Évry le 3 juin 2012, en remplacement de Manuel Valls, nommé ministre de l’Intérieur dans les gouvernements Jean-Marc Ayrault. Il est réélu maire de la commune en 2014. En 2012, il est également élu président de la communauté d’agglomération Évry Centre Essonne, puis, en 2016, président de la communauté d'agglomération Grand Paris Sud Seine-Essonne-Sénart.
Il quitte le Parti socialiste en vue des élections sénatoriales de 2017 en se présentant sur une liste dissidente,,. Cependant, il se définit toujours en 2018 comme « un homme de gauche ».
En novembre 2018, il se présente à l’élection législative partielle se tenant dans la première circonscription de l'Essonne, à la suite de la démission de Manuel Valls. Soutenu par La République en marche et une partie de la droite essonnienne, il est élu député au second tour avec 59,1 % des suffrages exprimés, face à la candidate de La France insoumise, Farida Amrani, alors que la participation s’établit à 17,6 %. Sa suppléante est Tracy Keïta.
À l'Assemblée nationale, il siège en tant qu’apparenté au groupe La République en marche.
Ses fonctions de maire d’Évry prennent fin le 26 décembre 2018, un mois après son élection comme député, conformément à la loi sur le cumul des mandats. Danielle Valéro assure l’intérim en sa qualité de première adjointe, puis elle est élue, le 8 janvier 2019, maire déléguée d’Évry et première adjointe au maire d’Évry-Courcouronnes, commune nouvelle issue de la fusion entre Évry et Courcouronnes, le 1er janvier 2019,.
À l'Assemblée nationale, Francis Chouat est, au sein du groupe LREM, l'un des trois animateurs du Groupe d’action politique (GAP), dédié à la laïcité. Sur ce sujet, sa ligne est proche de celle d'Aurore Bergé et du Printemps républicain,.
En mai 2019, il se voit attribuer par le Premier ministre, Édouard Philippe, une mission temporaire sur l’innovation et la recherche partenariale.
Il est élu sur la liste conduite par Stéphane Beaudet lors des élections municipales de 2020 à Évry-Courcouronnes. Il annonce en mars 2022 ne pas être candidat au renouvellement de son mandat de député lors des élections législatives.

### Mort
En avril 2023, il annonce être atteint d'un cancer sur les réseaux sociaux. Il meurt des suites de cette maladie le 27 juillet 2024 dans le 15e arrondissement de Paris.

## Détail des mandats et fonctions
- Député, élu dans la première circonscription de l'Essonne (2018-2022).
- Président de la communauté d'agglomération Grand Paris Sud Seine-Essonne-Sénart (2016-2018).
- Président du conseil de surveillance du Centre hospitalier sud francilien (2013-2022)[39].
- Président de la communauté d’agglomération Évry Centre Essonne (2012-2016).
- Maire d’Évry (2012-2018).
- Premier vice-président du conseil général de l’Essonne (2011-2015).
- Conseiller général de l’Essonne, élu dans le canton d'Évry-Sud (2002-2015).
- Premier adjoint au maire d’Évry (2001-2012).

## Décorations
- Chevalier de la Légion d'honneur (2013)[3],[40].
- Médaille d’honneur du département de l’Essonne (2015)[41].